# Riki Nakaya
Riki Nakaya (jap. 中矢力, Nakaya Riki; * 25. Juli 1989 in Matsuyama) ist ein ehemaliger japanischer Judoka. Er war Olympiazweiter und zweimal Weltmeister im Leichtgewicht, der Gewichtsklasse bis 73 Kilogramm.

## Karriere
Der 1,68 m große Riki Nakaya war 2007 Zweiter der U20-Asienmeisterschaften, 2008 gewann er eine Bronzemedaille bei den U20-Weltmeisterschaften. 2010 gewann er mit dem japanischen Männer-Team den Titel bei den Mannschaftsweltmeisterschaften. Ende 2010 siegte er in Tokio erstmals bei einem Grand-Slam-Turnier, Anfang 2011 folgte das Turnier von Paris. Bei den Asienmeisterschaften 2011 unterlag er im Finale dem Südkoreaner Wang Ki-chun. Die Weltmeisterschaften fanden 2011 in Paris statt, Nakaya schlug im Halbfinale seinen Landsmann Hiroyuki Akimoto und gewann das Finale gegen den Niederländer Dex Elmont. 
Bei den Olympischen Spielen 2012 in London gewann Nakaya im Halbfinale gegen Dex Elmont, im Finale unterlag er dem Russen Mansur Issajew. 2013 belegte Nakaya den siebten Platz bei den Weltmeisterschaften. Ein Jahr später bei den Weltmeisterschaften in Tscheljabinsk bezwang er im Halbfinale den für die Vereinigten Arabischen Emirate startenden Victor Scvortov, im Finale besiegte er den Nordkoreaner Hong Kuk-hyon. Auch bei den Weltmeisterschaften 2015 in Astana erreichte Riki Nakaya das Finale, wobei er im Halbfinale Hong Kuk-hyon geschlagen hatte. Das Finale verlor er gegen seinen Landsmann Shōhei Ōno. Neben seinen Einzelerfolgen war Nakaya mit dem japanischen Männerteam 2014, 2015 und 2017 Mannschaftsweltmeister. 2020 erklärte Nakaya seinen Rückzug vom Wettkampfsport.